# Louis Roos
Louis Roos (ur. 7 grudnia 1957 w Strasburgu) – francuski szachista, mistrz międzynarodowy od 1982 roku.

## Kariera szachowa
W latach 1975–1977 trzykrotnie reprezentował Francję na mistrzostwach świata i Europy juniorów. Wielokrotnie startował w finałach indywidualnych mistrzostw Francji, zdobywając trzy medale: złoty (1977) i dwa brązowe (1976, 1980). W latach 1978 i 1980 dwukrotnie uczestniczył w szachowych olimpiadach.
W 1978 r. brał udział w rozegranym w Amsterdamie turnieju strefowym (eliminacji mistrzostw świata). W 1999 r. zajął II  m. (za Michaiłem Iwanowem) w otwartym turnieju w Bischwillerze.
Najwyższy ranking w karierze osiągnął 1 stycznia 1994 r., z wynikiem 2455 punktów dzielił wówczas 14-16. miejsce wśród francuskich szachistów.

## Życie rodzinne
Pochodzi z rodziny o bogatych tradycjach szachowych. Jej ojciec Michel (1932-2002) był pięciokrotnym medalistą indywidualnych mistrzostw Francji, matka Jacqueline jest arcymistrzynią w grze korespondencyjnej (posiada również męski tytuł mistrza międzynarodowego w tej odmianie szachów), natomiast siostra Céline (ur. 1953) oraz dwóch braci Jean-Luc (ur. 1955) i Daniel (ur. 1959) posiadają tytuły mistrzów międzynarodowych w grze klasycznej.